# Ernest Welvaert
Ernest Welvaert (Lokeren, 6 septembre 1880 - 1946,) est un peintre belge.

## Biographie
Ernest Welvaert naît à Lokeren, Flandre orientale, Belgique, en 1880. Il étudie à l'Institut National Supérieur des Beaux-Arts d'Anvers. Parmi ses camarades, il y a Joe English, Isidore Opsomer et Maurice Sys. Il est influencé par Emile Claus et Theodoor Verstraete ,. Au cours de sa carrière, son style passe de l'Impressionnisme à l'Expressionnisme.
Il se marie et s'installe ensuite dans la forêt de Daknam. Ses peintures représentent principalement le paysage et les habitants du Waasland.
En 1921, la famille s'installe à Malines, puis à Uccle, où Ernest Welvaert meurt en 1946. Dans la dernière partie de sa carrière, les couleurs de ses peintures sont devenues plus sombres. Ses dernières toiles sont des portraits et des paysages brabançons.

## Galerie

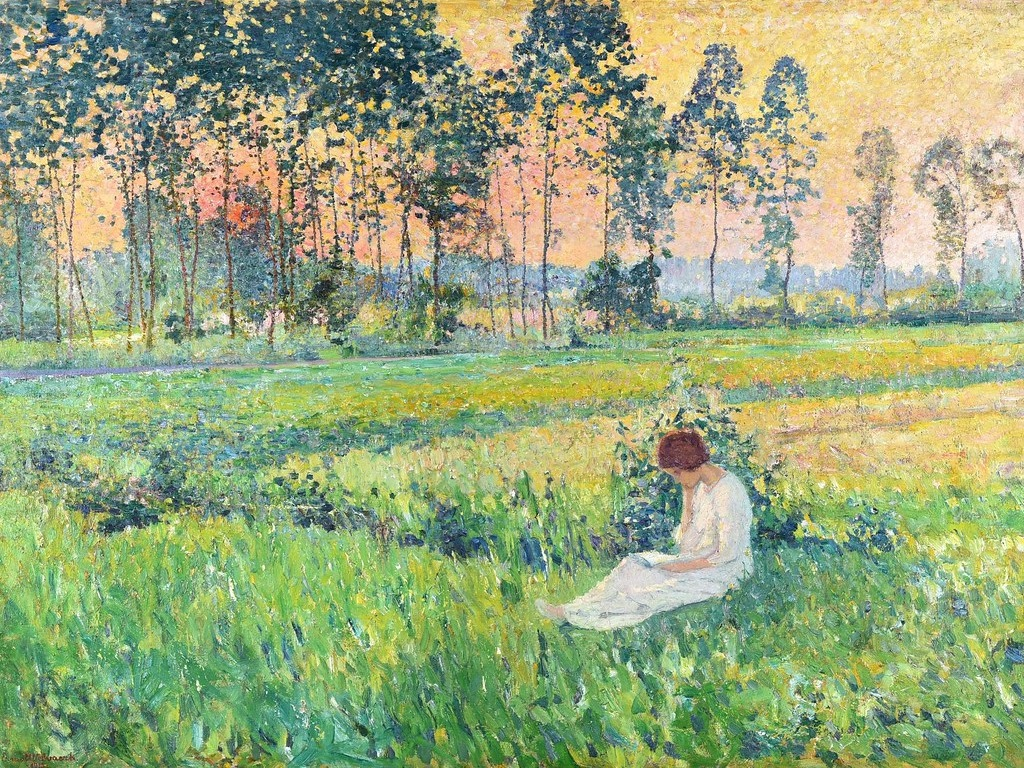
Dimanche après-midi.
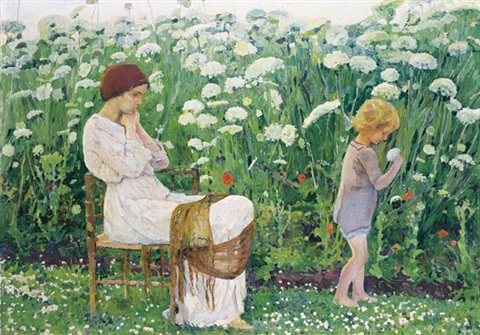
Été dans le champ.
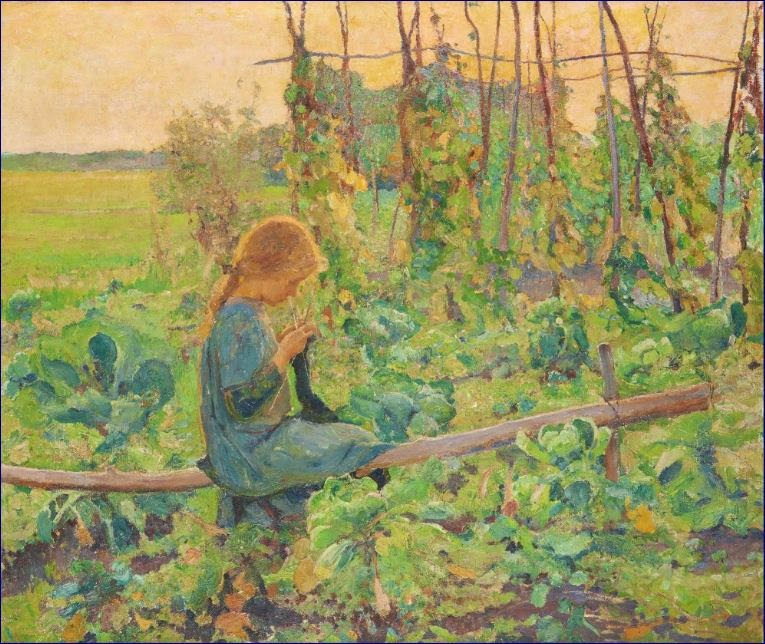
Jeune fille tricotant avec une houblonnière en arrière-plan.